# Барановка (Измалковский район)
Бара́новка — деревня, входящая в состав Домовинского сельсовета Измалковского района Липецкой области России.

## География
Барановка находится южнее деревни Чаплыгино и граничит с ней.
Рядом проходит автомобильная дорога, имеются проселочные дороги и одна улица — Елецкая.

## Население
| 2010 |
| ---- |
| 40   |